# Noriko Taniguchi
Noriko Taniguchi (7 de setembro de 1992) é um jogadora de rugby sevens japonesa.

## Carreira
Noriko Taniguchi integrou o elenco da Seleção Japonesa de Rugbi de Sevens Feminino, na Rio 2016, que foi 10º colocada.